# Raipur
Raipur (hindî : रायपुर Rāyapur) est une ville indienne, capitale de l'État du Chhattisgarh et centre administratif du district de Raipur. Elle était autrefois située dans le Madhya Pradesh, avant la création de l'État du Chhattisgarh le 1er novembre 2000.

## Géographie
La population de Raipur est de 1 122 555 habitants (en 2011).